# Garocheurs de Bressuire
 (février 2021).
 (juin 2021).
Si vous disposez d'ouvrages ou d'articles de référence ou si vous connaissez des sites web de qualité traitant du thème abordé ici, merci de compléter l'article en donnant les références utiles à sa vérifiabilité et en les liant à la section « Notes et références ».
 (mars 2019).
 (mars 2019).
Les Garocheurs de Bressuire est un club de baseball basé sur la commune de Bressuire dans le département des Deux-Sèvres et la région Poitou-Charentes.

## Histoire

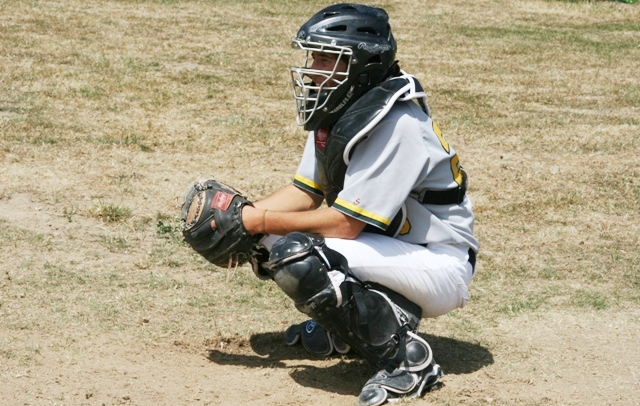

Les Garocheurs de Bressuire sont fondés en 1987 autour d'une petite dizaine d'autodidactes passionnés. Le nom du club, qui devait initialement être les « Bourneurs-Garocheurs » mais qui a finalement été simplifié pour ne conserver que « les Garocheurs », vient du verbe « garocher », tiré du poitevin, qui signifie lancer violemment (« Bourner » étant aussi un verbe patois qui signifie : frapper fort dans quelque chose). Ce nom tranche donc radicalement avec l'origine nord-américaine du baseball et de l'ensemble du vocabulaire spécifique à celui-ci. Ceci reflète une volonté des fondateurs de rester attachés à leurs racines rurales plutôt qu'au rêve américain.
Dès l'année de la création, une équipe s'engage dans le championnat régional de l'époque, avec le légendaire premier match où les Garocheurs demandaient des temps morts pour qu'on leur explique certaines règles.
Cette association sportive dont l'espérance de vie était quasi nulle au départ, a réussi à poursuivre son chemin au fil des saisons. Ainsi, le club dispute chaque année le championnat régional et obtient régulièrement d'excellents résultats, et ce en dépit d'infrastructures et de moyens financiers limités. Les Garocheurs, ne voulant pas se limiter à la routine d'un championnat sportif, ont su organiser des évènements au sein de la ville mais également bien loin de ses murs.

## Une certaine philosophie
La pratique de ce sport peu répandu dans des villes de cette taille (15 000 habitants) et en milieu rural, a forgé une mentalité spéciale. Dès les premières années, les Garocheurs ont développé une certaine philosophie du jeu, plus axée sur l'ambiance que génère une saison que sur le résultat en lui-même. Cet état d'esprit est résumé par cette maxime d'un ancien président du club dans les années 2000, « les Garocheurs, c'est la grandiloquence à moindre frais ».  Sans moyens financiers énormes, cette association a su participer, lors de déplacements aux quatre coins du continent, à un nombre d'évènements assez inattendus, comme des matches contre des sélections nationales (Tunisie) ou des rencontres sur un terrain olympique à Athènes.
Les Garocheurs ont développé un système d'auto-financement original, n'ayant pas ou peu recours aux sponsors. La politique du club est plus orientée vers la découverte, le plaisir et le « sport-loisir » que vers la compétition.

## Les Tournées

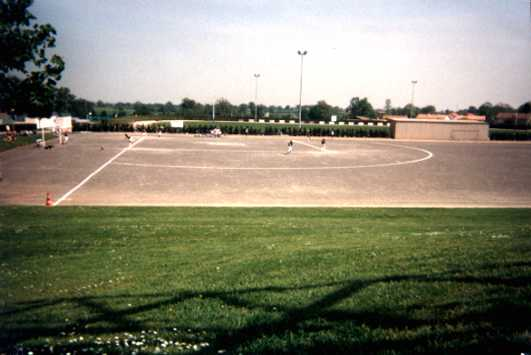
Le « Garoch'Dôme », l'antre des Garocheurs

En dehors de la région Poitou-Charentes, les Garocheurs ont effectué d'étonnantes tournées à l'étranger, alliant ainsi le plaisir de découvrir et le plaisir de jouer au baseball. Ces tournées constituent l'un des évènements majeurs de la saison, et participent à  renforcer les liens entre joueurs. 
La première tournée (avec 2 matchs) fut organisée en Hongrie durant l'été 2000. Les Stinky Sox de Jaszbereny vinrent ensuite jouer à Bressuire. Des contacts sont d'ailleurs maintenus avec un certain nombre des équipes rencontrées.
Cette première tournée en Hongrie fut la première d'une longue série :
- Le Portugal en 2001 (3 matchs)
- La Pologne et la Lituanie en 2002 (3 matchs),
- L'Irlande en 2003 (3 matchs),
- La Tunisie en 2004 (3 matchs),
- La Grèce en 2005 (2 matchs),
- La Croatie en 2006 (2 matchs).

## Palmarès
Sur le plan sportif, le club compte à son palmarès un titre de champion régional en 1997 ainsi qu'une coupe de la ligue en 1996.
On peut y ajouter les titres de vice-champions régionaux en 1998, 2000, 2001, 2003, 2004, 2007 et 2009 ainsi qu'une finale de coupe de la ligue en 1997 et 2003.
Huit victoires face à des équipes étrangères, dont une face à l'équipe nationale de Tunisie.